# Slipknot (album)
Slipknot is het debuutalbum van de Amerikaanse nu-metalband Slipknot, uitgebracht op 29 juni 1999. Het is het eerste album uitgebracht met een platen label: Roadrunner Records. Er is een digipak van uitgebracht in 2000 met een aantal extra liedjes. Toen het album uitkwam eindigde het op nummer 51 in de Billboard 200. Het album verkreeg dubbel platina, waardoor het Slipknot's meest verkochte album werd.

## Opname en productie
Na het uitkomen van hun demo Mate. Feed. Kill. Repeat. ging Slipknot in 1997 verder met het schrijven van nummers. Zanger Corey Taylor had zich bij de band gevoegd. De band was van plan een tweede demo uit te brengen, maar zover zou het nooit komen. In september 1998 ging de band naar Malibu, Californië. Slipknot's manager Sophia John bracht de demo naar Ross Robinson. Toen Robinson de demo hoorde kreeg Slipknot uiteindelijk een contract bij Roadrunner Records.
De opname van het album ging erg snel. Binnen drie dagen waren alle drums ingespeeld. Dit vond de band belangrijk aangezien ze hun live-geluid op het album wilde krijgen en de drums daar een groot deel van waren. Op 11 november waren de opnames afgerond. Toen de band terugkeerde naar hun thuisplaats, verliet gitarist Josh Brainard de band vanwege onduidelijke redenen. Hij werd vervangen door Jim Root. In februari 1999 ging de band de studio weer in om nog twee nummers op te nemen.

## Muziek en tekst
Er is veel gediscussieerd over het genre van het album, maar over het algemeen wordt het als een nu-metalalbum gezien met invloeden uit de deathmetal, thrashmetal, rapmetal en speedmetal. Vanwege het grote aantal leden van de band heeft het album een heel dik geluid, zeker als het om drums en percussie gaat. Ook Corey Taylors zang is duidelijk aanwezig. Hij was niet te horen op de demo, dus het verschil met het album werd daardoor groter. Volgens een criticus gaat de tekst over het ontevreden zijn over je vader, thuisplaats en ongeveer alles waar je ontevreden over kunt zijn.

## Ontvangst
Het album werd zeer positief ontvangen door critici en fans. Rick Anderson van Allmusic zei: "en men dacht dat Limp Bizkit hard was? Deze gasten zijn totaal iets anders". Vooral het zware geluid van de band vond men het beste van album. Rolling Stone zei: dit is metal met een hoofdletter m". Het blad Q zette het album in de lijst van 50 zwaarste albums ooit. Het album werd ook opgenomen in het boek 1001 Albums You Must Hear Before You Die.
De eerste single van het album Wait and Bleed werd genomineerd voor een Grammy voor Best Metal Performance. Op 2 mei 2000 verkreeg het album platina status. Het zou het eerste platina album worden dat Roadrunner Records zou uitgeven. Op 5 februari 2005 kreeg het album dubbel platina status in de VS. Het heeft daarnaast ook platina status in Canada en het Verenigd Koninkrijk.

## Tracklisting

### Originele versie
1. "742617000027" – 0:35
2. "(sic)" – 3:19
3. "Eyeless" – 3:56
4. "Wait and Bleed" – 2:27
5. "Surfacing" – 3:38
6. "Spit It Out" – 2:39
7. "Tattered and Torn" – 2:53
8. "Frail Limb Nursery" – 0:45
9. "Purity" - 4:14
10. "Liberate" – 3:05
11. "Prosthetics" – 4:58
12. "No Life" – 2:47
13. "Diluted" – 3:23
14. "Only One" – 2:26
15. "Scissors" / "Eeyore" – 19:18

### Heruitgave
1. "742617000027" – 0:36
2. "(sic)" – 3:19
3. "Eyeless" – 3:56
4. "Wait and Bleed" – 2:27
5. "Surfacing" – 3:38
6. "Spit It Out" – 2:39
7. "Tattered and Torn" – 2:53
8. "Me Inside" – 2:39
9. "Liberate" – 3:05
10. "Prosthetics" – 4:58
11. "No Life" – 2:47
12. "Diluted" – 3:23
13. "Only One" – 2:26
14. "Scissors" – 8:25
15. "Get This" – 2:03
16. "Interloper (demo)" – 2:18
17. "Despise (demo)" / "Eeyore" – 14:35